# Šalom
Šalom je riječ iz hebrejskog. Izvorno znači "mir", no njeno značenje nadilazi doslovni prijevod. 
Izraz je kojim se ljudi pozdravljaju na Bliskom Istoku. Činom pozdravljanja riječju "šalom" jedan drugome žele sve ono što se smatra pod srećom, radošću, blagostanjem, zdravljem,  pored onog što ta riječ označava nepostojanje rata, bolesti, svih inih zala. Biblijski se to značenje proširuje i na blagoslov, život, bogatstvo, spas, slavu, počinak, pravednost. Mir ovdje označuje sreću u svoj svojoj punosti, mir koji mu samo Bog može podariti. 